# Alexandra Davenport
Alexandra Davenport (Tyrone, 8 aprile 1995) è una pallavolista statunitense, schiacciatrice del Ciutadella.

## Carriera

### Club
La carriera di Alexandra Davenport inizia nei tornei scolastici della Georgia, giocando per la Sandy Creek HS. Dopo il diploma gioca per quattro anni, dal 2013 al 2016, a livello universitario con la Chattanooga, impegnata in NCAA Division I.
Nella stagione 2016-17 gioca per la prima volta a livello professionistico in Inghilterra, partecipando al campionato cadetto di Division 1 con il Malory Eagles, centrando la promozione in Super League. Nella stagione seguente emigra in Svezia, partecipando alla Elitserien con il Lunds. Per il campionato 2019-20 approda nella Lega Nazionale A svizzera, dove difende i colori del Val-de-Travers, mentre nel campionato seguente gioca nella divisione cadetta francese col Saint-Dié-des-Vosges. 
Dopo un altro biennio nel campionato di Élite, ma con il Quimper, nella stagione 2023-24 si trasferisce al Ciutadella, nella Superliga Femenina de Voleibol spagnola.